# توبی رگبو
توبی رگبو (انگلیسی: Toby Regbo؛ زادهٔ ۱۸ اکتبر ۱۹۹۱) هنرپیشه اهل بریتانیا است. وی از سال ۲۰۰۶ میلادی تاکنون مشغول فعالیت بوده‌است.
از فیلم‌ها یا برنامه‌های تلویزیونی که وی در آن نقش داشته‌است می‌توان به هری پاتر و یادگاران مرگ - قسمت اول، یک روز، آقای نوبادی، حکومت، و آخرین پادشاهی اشاره کرد.